# Elisabeth Günther

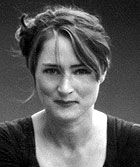
Elisabeth Günther

Elisabeth Günther (* 1966 in Berlin) ist eine deutsche Schauspielerin, Synchron-, Hörspiel- und Hörbuchsprecherin.

## Leben
Günther wuchs in Berlin auf und lebt seit 1994 in München. Nach einer Schauspielausbildung absolvierte sie eine Tanz- und Gesangsausbildung und trat in zahlreichen Theaterstücken auf. Sie war in Praxis Bülowbogen und Second Chance zu sehen.
Seit 1990 ist sie als Synchronsprecherin tätig.

## Synchronrollen
Cate Blanchett
- 2004: Die Tiefseetaucher als Jane Winslett-Richardson
- 2015: Carol als Carol Aird
- 2015: Cinderella als Lady Tremaine
- 2017: Thor: Tag der Entscheidung als Hela
- 2018: Ocean’s 8 als Lou
- 2018: Das Haus der geheimnisvollen Uhren als Florence Zimmerman
- 2022: The School for Good and Evil als Erzählerin
- 2022: Tár als Lydia Tár
- 2023: What If…? als Hela
- 2024: Borderlands als Lilith
- 2025: Black Bag - Doppeltes Spiel als Kathryn St. Jean

Elizabeth Reaser
- 2008: Twilight – Biss zum Morgengrauen als Esme Cullen
- 2009: New Moon – Biss zur Mittagsstunde als Esme Cullen
- 2010: Eclipse – Biss zum Abendrot als Esme Cullen
- 2011: Breaking Dawn – Biss zum Ende der Nacht, Teil 1 als Esme Cullen
- 2012: Breaking Dawn – Biss zum Ende der Nacht, Teil 2 als Esme Cullen

Liv Tyler
- 2001: Der Herr der Ringe: Die Gefährten als Arwen
- 2002: Der Herr der Ringe: Die zwei Türme als Arwen
- 2003: Der Herr der Ringe: Die Rückkehr des Königs als Arwen
- 2004: Jersey Girl als Maya

Helena Bonham Carter
- 2007: Harry Potter und der Orden des Phönix als Bellatrix Lestrange
- 2009: Harry Potter und der Halbblutprinz als Bellatrix Lestrange
- 2010: Harry Potter und die Heiligtümer des Todes – Teil 1 als Bellatrix Lestrange
- 2011: Harry Potter und die Heiligtümer des Todes – Teil 2 als Bellatrix Lestrange

Gillian Anderson
- 2013–2016: The Fall – Tod in Belfast als Stella Gibson
- 2017: Der Stern von Indien als Lady Edwina Mountbatten
- 2018: Bad Spies als Wendy
- 2020: The Crown als Margaret Thatcher
- 2022: Der denkwürdige Fall des Mr Poe als Julia Marquis
- 2022: The First Lady als Eleanor Roosevelt
- 2023: White Bird als Vivienne Beaumier

Olivia Williams
- 2024: Der Herr der Ringe: Die Ringe der Macht als Winterblüte
- 2024: Dune: Prophecy als Tula Harkonnen
- 2025: Das Rad der Zeit als Königin Morgase Trakand

Penelope Ann Miller
- 1997: Das Relikt als Dr. Margo Green
- 2004: Heart Attack – Die Bombe im Körper als Dr. Gillian Hayes

Parker Posey
- 1998: e-m@il für Dich als Patricia Eden
- 2004: Blade: Trinity als Danica Talos

Famke Janssen
- 2000: Circus als Lily
- 2002: I Spy als Special Agent Rachel Wright

Kim Dickens
- 2000: The Gift – Die dunkle Gabe als Linda
- 2014: Gone Girl – Das perfekte Opfer als Detective Rhonda Boney

### Filme
- 1936: Draculas Tochter – für Gloria Holden … als Gräfin Marya Zaleska (Dt. Synchro 2004, Anm.)
- 1993: Hocus Pocus – für Sarah Jessica Parker … als Sarah Sanderson
- 1999: The Sixth Sense – für Toni Collette … als Lynn Sear
- 2000: The 6th Day – für Sarah Wynter … als Talia Elsworth
- 2000: Der Onkel vom Mars – für Liz Hurley … als Brace Channing
- 2000: Living It Up – Nur eine Woche Millionär – für Salma Hayek … als Lola
- 2001: Evolution – für Julianne Moore … als Allison Reed
- 2002: Das Jesus Video – für Naike Rivelli … als Sharon
- 2003: Gefühle, die man sieht – Things You Can Tell – für Amy Brenneman … als Detective Kathy Faber
- 2003: Kops – für Eva Röse … als Jessica Lindblad
- 2004: Wisegirls – für Mira Sorvino … als Meg Kennedy
- 2007: Pokémon 6 – Jirachi: Wishmaker – für Riho Makise … als Diane
- 2010: Plan B für die Liebe – für Michaela Watkins … als Mona
- 2010: Mit Dir an meiner Seite – für Kate Vernon … als Susan Blakelee
- 2011: Happy New Year – Mara Davi … als Mika
- 2015: Audrey Lamy in Aladin – Tausendundeiner lacht!
- 2015: Birdman oder (Die unverhoffte Macht der Ahnungslosigkeit) – für Natalie Gold … als Clara
- 2015: Vacation – Wir sind die Griswolds – für Regina Hall … als Nancy Peterson
- 2015: Magic Mike XXL – für Andie MacDowell … als Nancy Davidson
- 2016: Findet Dorie – für Diane Keaton … als Jenny
- 2016: Ein ganzes halbes Jahr – für Janet McTeer … als Camilla Traynor
- 2017: Die Schöne und das Biest – für Hattie Morahan … als Agathe/Die Zauberin und Erzählerin
- 2017: The Foreigner – für Orla Brady … als Mary Hennessy
- 2018: Der Nussknacker und die vier Reiche – für Anna Madeley … als Marie Stahlbaum

### Serien
- 1988–1992: Superboy – für Stacy Haiduk … als Lana Lang
- 1997–2009: Kommissar Beck (Die neuen Fälle) – für Stina Rautelin … als Lena Klingström
- 1998–2000: Sliders – Das Tor in eine fremde Dimension (Staffel 3–5) – für Kari Wuhrer … als Maggie Beckett
- 1999–2001: Law & Order (Staffel 9–11) – für Angie Harmon … als ADA Abbie Carmichael
- 2001–2005: Star Trek: Enterprise (Episode: Carbon Creek) – für Ann Cusack … als Maggie
- 2002–2005: Für alle Fälle Amy (Staffel 1–6) – für Amy Brenneman … als Amy Gray
- 2003–2008: Battlestar Galactica (Staffel 1–4) – für Tricia Helfer … als Number Six
- 2005: Stargate – Kommando SG-1 (Staffel 8) – für Torri Higginson … als Dr. Elizabeth Weir
- 2005: Hercules – für Elizabeth Perkins … als Alkmene
- 2005–2009: Stargate Atlantis – für Torri Higginson … als Dr. Elizabeth Weir
- 2007: Private Practice – für Amy Brenneman … als Dr. Violet Turner
- 2011–2012: Merlin – Die neuen Abenteuer – Emilia Fox als Morgause (2. Stimme)
- 2012–2013: Game of Thrones – für Michelle Fairley … als Catelyn Stark
- 2012–2015: Revenge – für Madeleine Stowe … als Victoria Grayson
- 2013–2017: Rick and Morty – für Sarah Chalke … als Beth Smith (1. Stimme) (Staffel 1–3)
- 2014: Switched at Birth – für Lea Thompson … als Kathryn Kennish (1. Stimme)
- 2015: Once Upon a Time – Es war einmal … – für Elizabeth Mitchell … als Ingrid/Die Schneekönigin
- 2016: American Horror Story – für Shannon Lucio … als Diana Cross
- 2016–2018, 2020–2021: Lucifer für Tricia Helfer … als Charlotte Richards (Anwältin, Mutter von Lucifer)
- 2017–2025: S.W.A.T. für Tricia Helfer als Elle Trask (Episode: 	Das B-Team)
- 2018: Charmed für Virginia Williams … als Charity Callahan
- 2023: Queen Charlotte: Eine Bridgerton-Geschichte... für Ruth Gemmell ... als Lady Violet Ledger Bridgerton
- 2023: Die verlorenen Blumen der Alice Hart ... für Sigourney Weaver... als June Hart

## Hörbücher (Auswahl)
- 2012: Im Totengarten von Kate Rhodes, Hörbuch Hamburg & Audible, ISBN 978-3-86909-110-5.
- 2014: Sag, dass du mich liebst von Joy Fielding (Hörbuch-Download), der Hörverlag, ISBN 978-3-8445-1741-5
- 2014: Winter People – Wer die Toten weckt von Jennifer McMahon, Hörbuch Hamburg, ISBN 978-3-89903-735-7.
- 2014: Der Fall Jane Eyre von Jasper Fforde (Audible exklusiv)
- 2020: Trümmermädchen. Annas Traum vom Glück von Lilly Bernstein, Hörbuch Hamburg, ISBN 978-3-8449-2529-6 (Hörbuch-Download)
- 2021: DIE WUNDERFRAUEN von Stephanie Schuster, Argon Verlag, ISBN 978-3-7324-5543-0 (Hörbuch-Download)
- 2022: Findelmädchen – Aufbruch ins Glück von Lilly Bernstein, Hörbuch Hamburg, ISBN 978-3-8449-2899-0 (Hörbuch-Download)
- 2023: Porträt auf grüner Wandfarbe von Elisabeth Sandmann, Hörbuch Hamburg, ISBN 978-3-8449-3629-2 (Hörbuch-Download)
- 2024: Sturmmädchen von Lilly Bernstein, Hörbuch Hamburg & BookBeat, ISBN 978-3-8449-3512-7 (Hörbuch-Download)
- 2025: Jasna Fritzi Bauer & Katharina Zorn: Else, Argon Verlag, ISBN 978-3-7324-2168-8 (Roman, gelesen mit Jasna Fritzi Bauer)

## Hörspiele (Auswahl)
- 1992: Barbie Hörspiele von Kiosk (Sprechrolle: Barbie)
- 2006–2007 (Komplettveröffentlichung 2007): Star Wars: Labyrinth des Bösen (nach dem Roman von James Luceno) als Mon Mothma – Buch und Regie: Oliver Döring – ISBN 978-3-8291-2087-6
- 2008 (Audible 2019): Star Wars: Dark Lord (nach dem Roman Dunkler Lord: Der Aufstieg des Darth Vader von James Luceno) als Mon Mothma – Regie und Drehbuch: Oliver Döring – ISBN 978-3-8291-2157-6
- 2008–2010: Geisterjäger John Sinclair als Nadine Berger (Folgen 45–55)